# 백모란
백모란은 대한민국의 국악인으로 일제강점기 서도소리의 명창이다. 개성특별시에서 태어났다. 본래 한성권번(漢城卷番)에 기적(妓籍)을 두었던 그녀는 서도소리 중에서도 〈추풍감별곡(秋風感別曲)〉과 〈언문뒤풀이〉를 잘 불러서 이름을 떨쳤다. 공명가나 노랫가락에도 일품이어서 그 당시 유명했던 가기 이진봉, 길진홍, 이취련, 이영산홍, 표연월 등과 함께 당대 명창으로 어깨를 겨누었지만 광복 전에 어느 절에서 외롭게 객사했다.